# Saropogon semirubra
Saropogon semirubra là một loài ruồi trong họ Asilidae. Saropogon semirubra được Meijere miêu tả năm 1914. Loài này phân bố ở miền Ấn Độ - Mã Lai.